# 幻想振動症候群
幻想振動症候群（げんそうしんどうしょうこうぐん）またはファントム振動症候群（ファントムしんどうしょうこうぐん）は、携帯電話などのバイブレーション機能による着信通知を日頃から気にかけている人が、着信がないにもかかわらず、携帯電話が振動したかのように錯覚する現象。振動に対して脳が過敏に反応することで起こるとされる。原因として、心的ストレスとの関連性が指摘されている。ファントム・バイブレーション・シンドローム（ファントム・ヴァイブレイション・シンドローム、phantom vibration syndrome : PVS）、ファントムバイブレーション症候群ともいう。

## 概要
初出に関してはいくつかの説があるものの、1996年のスコット・アダムスの著書での言及を最初とする説が有力である。2007年には、” ringxiety ”という造語(電話が鳴る様子を表したring+不安を意味するanxietyのかばん語)も作られ、2012年には、マッコリ辞典の「今年の言葉」にも選ばれている。携帯電話使用者の内、29.6%から89%程度の人がこの現象を経験したことが報告されており、発生頻度は通常2週間に一回程度であるが、一部では日常的にこの現象に苦しむ患者もいる。現在に至るまで、この現象に関する研究は非常に少ないため、治療法も確立されていないが、バイブレーションをオフにしたり、着信音だけにするなどの方法が提唱されている。